# Magnus Brevig
Magnus Brevig (ur. 2 grudnia 1983 w Lørenskog) – norweski skoczek narciarski, trener tej dyscypliny sportu.

## Kariera sportowa
W międzynarodowych zawodach organizowanych przez Międzynarodową Federację Narciarską występował w latach 2000-2002. W marcu 2004 pełnił rolę przedskoczka podczas Pucharu Kontynentalnego w Vikersund i wówczas ustanowił swój rekord życiowy w długości lotu wynoszący 189 metrów.

### Starty w konkursachPucharu Kontynentalnego
1. Våler – 10 marca 2000 (31. miejsce)
2. Våler – 11 marca 2000 (46. miejsce)
3. Vikersund – 9 marca 2001 (brak kwalifikacji)
4. Vikersund – 10 marca 2001 (brak kwalifikacji)
5. Vikersund – 14 marca 2002 (82. miejsce)
6. Vikersund – 15 marca 2002 (79. miejsce)

## Kariera trenerska
W sezonie 2009/2010 został członkiem sztabu trenerskiego reprezentacji Norwegii w skokach narciarskich, w którym współpracował z zawodnikami startującymi w zawodach Pucharu Kontynentalnego.
W sezonie 2011/2012 został asystentem Alexandra Stöckla, trenera głównego reprezentacji Norwegii w skokach narciarskich. Jako asystent zajmował się między innymi technologią, sprzętem i rozwojem. Stanowisko to zajmował do końca sezonu 2023/2024, po którym objął funkcję głównego trenera reprezentacji Norwegii.
Podczas Mistrzostw Świata w Narciarstwie Klasycznym 2025 w Trondheim prowadzony przez Breviga Marius Lindvik został mistrzem świata w konkursie indywidualnym na normalnej skoczni, a drużyna męska i mieszana zdobyły odpowiednio brązowy i złoty medal. Podczas tych samych mistrzostw w konkursie na skoczni dużej, z powodu manipulacji w kombinezonach, doszło do dyskwalifikacji najlepszych norweskich zawodników, Mariusa Lindvika i Johanna André Forfanga, po których Brevig został zawieszony w obowiązkach głównego trenera, a następnie zwolniony.

### Sukcesy trenerskie
| Medal | Zawodnik       | Zawody             | Konkurs            | Rok  |
| ----- | -------------- | ------------------ | ------------------ | ---- |
|       | Marius Lindvik | Mistrzostwa świata | indywidualny       | 2025 |
|       | Norwegia       | Mistrzostwa świata | drużyny mieszane   | 2025 |
|       | Norwegia       | Mistrzostwa świata | drużynowy mężczyzn | 2025 |